# Je veux
Je veux (с фр. — Хочу) — песня 2010 года французской певицы ZAZ, написанная Керредином Солтани и Триссом. Je veux — дебютный сингл певицы; в дебютном же альбоме ZAZ, вышедшем в том же году, песня идёт под 2-м номером.
Je veux победила в номинации «лучшая оригинальная песня года» на общефранцузском музыкальном конкурсе «Виктуар де ля мюзик» в 2011 году.

## Места в чартах
| Страна             | Достигнутое место в чарте |
| ------------------ | ------------------------- |
| Франция            | 34                        |
| Бельгия (Валлония) | 2                         |
| Бельгия (Фландрия) | 34                        |
| Италия             | 17                        |
| Швейцария          | 23                        |
| Германия           | 22                        |
| Австрия            | 16                        |
| Польша             | 23                        |
| Болгария           | 26                        |

В Бельгии композиция получила «платиновый» статус, в Швейцарии — «золотой».